# Periphrage barbatula
Periphrage barbatula là một loài bướm đêm trong họ Noctuidae.